# Labradorhalvøen
Labradorhalvøen er en stor halvø i det østlige Canada. Den er afgrænset af Hudsonbugten mod vest Hudsonstrædet mod nord, Labradorhavet mod øst og Saint Lawrence-bugten mod sydøst. Halvøen inkluderer regionen Labrador og en del af provinsen Newfoundland og Labrador, og dele af Saguenay–Lac-Saint-Jean, Côte-Nord og Nord-du-Québec, som er provinser i Quebec. Den har et areal på 1.400.000 km2 og en befolkning på omkring 150.000 (2006).
55°N 69°V / 55°N 69°V